# Gleb Karpenko
Gleb Karpenko (* 27. Oktober 2001 in Narva-Jõesuu) ist ein estnischer Radsportler.

## Werdegang
Als Junior startete Karpenko international für die estnische Nationalmannschaft und konnte sich durch zwei Etappengewinne hervortun. Auf nationaler Ebene wurde er 2019 Estnischer Junioren-Meister im Einzelzeitfahren. 2019 siegte er im Rennen Tartu Rattaralli.
Zur Saison 2020, mit dem Wechsel in die U23, wurde er Mitglied im damaligen UCI Continental Team Tartu 2024 - Balticchaincycling.com, aktuell Ampler Development Team. Noch im selben Jahr wurde er im Alter von 18 Jahren Estnischer Meister im Einzelzeitfahren in der Elite.
Zur Saison 2022 wechselte er zum spanischen Verein Club Ciclista Rias Baixas, für den er vorrangig bei Rennen des nationalen Kalenders in Spanien an den Start geht. Bei den nationalen Meisterschaften 2022 sicherte er sich den Titel im Straßenrennen der U23.

## Erfolge
2019
- Estnischer Meister – Einzelzeitfahren (Junioren)
- eine Etappe Coupe du Président de la Ville de Grudziądz
- Gesamtwertung und eine Etappe Sint-Martinusprijs Kontich

2020
- Estnischer Meister – Einzelzeitfahren

2022
- Estnischer Meister – Straßenrennen (U23)